# Сантос Соуза, Карлос Энрике дос
Ка́рлос Энри́ке дос Са́нтос Со́уза или просто Энрике (порт. Carlos Henrique dos Santos Souza; 2 мая 1983, Рио-де-Жанейро) — бразильский футболист, защитник.

## Биография
Энрике — воспитанник футбольного клуба «Фламенго». Дебютировал в команде 9 июля 2003 года в матче против «Жувентуде».
Единственный гол за «Фламенго» забил 12 сентября 2004 года в ворота «Флуминенсе».
За «Фламенго» защитник выступал до августа 2005 года и сыграл в общей сложности 35 матчей.
Следующим клубом в карьере футболиста стал французский «Бордо». Энрике впервые сыграл за новую команду 15 октября 2005 года в матче Лиги 1 против «Сошо». Защитник вышел на поле в стартовом составе, отыграл все 90 минут и получил жёлтую карточку.
11 марта 2006 года бразилец забил первый для себя гол в чемпионатах Франции (в ворота «Тулузы»).
В составе «Бордо» в сезонах 2005/06 и 2007/08 Энрике становился вице-чемпионом, а в 2009 году — и чемпионом Франции, по 2 раза выигрывал Кубок лиги и Суперкубок страны.
В 2014—2015 годах выступал за «Флуминенсе».

## Достижения
«Фламенго»
- Чемпион лиги Кариока (1): 2004
- Обладатель Кубка Гуанабара (1): 2004

 «Бордо»
- Чемпион Франции (1): 2008/09
- Вице-чемпион Франции (2): 2005/06, 2007/08
- Обладатель Кубка Франции (1): 2012/13
- Обладатель Суперкубка Франции (2): 2008, 2009
- Обладатель Кубка лиги (2): 2006/07, 2008/09